# 阿尔内·洪卡瓦拉
阿尔内·洪卡瓦拉（芬蘭語：Aarne Honkavaara，1924年6月7日—2016年3月22日），芬兰男子冰球运动员，场上位置是前锋。他曾代表芬兰国家队参加1952年冬季奥林匹克运动会冰球比赛，获得第7名。